# Lista över fotbollsanläggningar efter kapacitet
Detta är en lista över alla fotbollsanläggningar sorterade efter land och kapacitet. OBS! Arenorna kan inkludera siffror med ståplatser!

## Albanien
| Nr | Arena                           | Kapacitet | Hemmalag          |
| -- | ------------------------------- | --------- | ----------------- |
| 1  | Qemal Stafa-stadion             | 27 549    | Albanien          |
| 2  | Loro Boriçi-stadion             | 20 300    | Vllaznia Shkodër  |
| 3  | Tomori-stadion                  | 16 500    | Tomori Berat      |
| 4  | Ruzhdi Bizhuta-stadion          | 13 000    | KS Elbasani       |
| 5  | Selman Stërmasi-stadion         | 12 500    | KF Tirana         |
| 6  | Niko Dovana-stadion             | 12 198    | Teuta Durres      |
| 7  | Abdurrahman Roza Haxhiu-stadion | 12 000    | KS Lushnja        |
| 8  | Flamurtari-stadion              | 8 500     | Flamurtari Vlorë  |
| 9  | Subi Bakiri-stadion             | 8 500     | Luftëtari         |
| 10 | Besa-stadion                    | 8 000     | Besa              |
| 11 | Stadiumi Skënderbeu             | 8 000     | Skënderbeu        |
| 12 | Erseka-stadion                  | 8 000     | KS Gramozi Ersekë |
| 13 | Agush Maca-stadion              | 6 500     | KF Bylis Ballsh   |
| 14 | Loni Papuçiu-stadion            | 6 000     | Apolonia          |
| 15 | Peqin-stadion                   | 6 000     | KS Shkumbini      |
| 16 | Bashkim Sulejmani-stadion       | 5 000     | Naftetari         |
| 17 | Laçi-stadion                    | 5 000     | KF Laçi           |
| 18 | Brian Filipi-stadion            | 5 000     | Besëlidhja        |
| 19 | Tefik Jashari-stadion           | 4 000     | Erzeni            |
| 20 | Sopoti-stadion                  | 4 000     | Sopoti            |

## Argentina
| Arena                                                                       | Kapacitet | Klubb                                                               |
| --------------------------------------------------------------------------- | --------- | ------------------------------------------------------------------- |
| Estadio Monumental Antonio Vespucio Liberti (El Monumental)                 | 65 645    | CA River Plate                                                      |
| Estadio Alberto J. Armando (La Bombonera)                                   | 57 250    | CA Boca Juniors                                                     |
| Estadio Independiente (La Doble Visera)                                     | 50 100    | CA Independiente                                                    |
| Estadio Juan Domingo Perón (El Cilindro)                                    | 50 000    | Racing Club                                                         |
| Estadio Ciudad de La Plata                                                  | 50 000    | Inget                                                               |
| Estadio José Amalfitani                                                     | 49 747    | Vélez Sársfield                                                     |
| Estadio Olímpico de Córdoba (Chateau Carreras)                              | 48 878    | Talleres de Córdoba, Instituto Central Córdoba, Belgrano de Córdoba |
| Estadio Tomás Adolfo Ducó                                                   | 48 314    | CA Huracán                                                          |
| Estadio José María Minella                                                  | 43 542    | Inget                                                               |
| Estadio Rosario Central (El Gigante de Arroyito)                            | 41 654    | Rosario Central                                                     |
| Estadio Ciudad de Lanús - Néstor Díaz Pérez (La Fortaleza)                  | 40 320    | CA Lanús                                                            |
| Estadio Newell's Old Boys (El Coloso del Parque)                            | 39 557    | Newell's Old Boys                                                   |
| Estadio Pedro Bidegain                                                      | 35 000    | CA San Lorenzo                                                      |
| Estadio Malvinas Argentinas                                                 | 34 875    | Godoy Cruz, San Martín de Mendoza                                   |
| Estadio Ricardo Etcheverry                                                  | 34 268    | Ferro Carril Oeste                                                  |
| Estadio León Kolbovskyi                                                     | 34 000    | CA Atlanta                                                          |
| Estadio Eduardo Gallardón                                                   | 33 542    | CA Los Andes                                                        |
| Estadio Florencio Solá                                                      | 33 351    | CA Banfield                                                         |
| Estadio Juan Carlos Zerrillo                                                | 33 000    | Gimnasia y Esgrima de La Plata                                      |
| Estadio José Luis Meiszner (Centenario)                                     | 33 000    | Quilmes AC                                                          |
| Estadio Brigadier General Estanislao López (El Cementerio de los Elefantes) | 32 500    | Colón de Santa Fe                                                   |
| Estadio Nueva España                                                        | 32 000    | CS Español                                                          |
| Estadio Ciudad de Vicente López                                             | 31 000    | CA Platense                                                         |
| Estadio Monumental de Victoria                                              | 30 000    | CA Tigre                                                            |
| Estadio Presidente Perón                                                    | 30 000    | Instituto                                                           |

## Belgien
| Arena                        | Kapacitet | Klubb                             |
| ---------------------------- | --------- | --------------------------------- |
| Heyselstadion                | 50 024    | Belgiens herrlandslag i fotboll   |
| Stade Maurice Dufrasne       | 30 200    | Standard de Liège                 |
| Jan Breydelstadion           | 29 042    | Club Brugge KV, KSV Cercle Brügge |
| Constant Vanden Stockstadion | 28 361    | RSC Anderlecht                    |
| Stade du Pays de Charleroi   | 25 149    | RSC Charleroi                     |
| Fenix Stadion                | 24 604    | KRC Genk                          |
| Bosuilstadion                | 16 649    | R. Antwerp FC                     |
| Stade Edmond Machtens        | 15 266    | FC Molenbeek Bryssel Strombeek    |
| Herman Vanderpoortenstadion  | 14 538    | Lierse SK                         |
| Achter de Kazerne Stadion    | 13 847    | RKV Mechelen                      |

## Brasilien
| Arena               | Kapacitet | Klubb                                                     |
| ------------------- | --------- | --------------------------------------------------------- |
| Maracanã            | 88 992    | CR Flamengo, Botafogo FR, CR Vasco da Gama, Fluminense FC |
| Estádio do Morumbi  | 80 000    | São Paulo FC                                              |
| Mineirão            | 70 000    | Cruzeiro EC, Atlético Mineiro                             |
| Estádio do Arruda   | 60 044    | Santa Cruz FC                                             |
| Estádio Beira-Rio   | 56 000    | SC Internacional                                          |
| Arena Fonte Nova    | 55 000    | EC Bahia                                                  |
| Olímpico Monumental | 55 000    | Grêmio                                                    |
| Serra Dourada       | 50 000    | Goias EC, Vila Nova FC                                    |
| Mangueirão          | 45 007    | Paysandu SC                                               |
| Estádio do Pacaembu | 38 800    | arena sköts av São Paulo stad                             |
| Arena da Baixada    | 25 180    | Atlético Paranaense                                       |
| Parque Antártica    | 32 000    | SE Palmeiras                                              |
| São Januário        | 31 000    | CR Vasco da Gama                                          |

## Bulgarien
| Arena                 | Kapacitet | Klubb                             |
| --------------------- | --------- | --------------------------------- |
| Vassil Levski-stadion | 45 000    | Bulgariens herrlandslag i fotboll |
| Ovcha Kupel-stadion   | 32 000    | PFK Slavija Sofia                 |
| Georgi Asparuhov      | 29 000    | PFC Levski Sofia                  |
| Neftohimik            | 25 000    | Naftex                            |
| Bulgarska Armia       | 22 000    | CSKA Sofia                        |
| Botevstadion          | 22 000    | PFC Botev Plovdiv                 |
| Lokomotivstadion      | 20 000    | Lokomotiv Plovdiv                 |
| Lovech                | 7 000     | Litex Lovech                      |

## Danmark
| Arena           | Kapacitet | Klubb                                         |
| --------------- | --------- | --------------------------------------------- |
| Parken          | 42 305    | FC København, Danmarks herrlandslag i fotboll |
| Brøndby stadion | 31 000    | Brøndby IF                                    |
| Aalborg stadion | 16 000    | AaB                                           |

## Finland
| Arena                                       | Kapacitet | Klubb                     |
| ------------------------------------------- | --------- | ------------------------- |
| Helsingfors Olympiastadion (Olympiastadion) | 40 000    | Finlands fotbollslandslag |
| Ratina Stadion                              | 17 000    | Tampere United            |
| Lahtis stadion                              | 14 500    | FC Lahti                  |
| Finnair Stadium                             | 10 770    | HJK Helsinki              |
| Veritas Stadion                             | 9 000     | FC Inter Åbo              |

## Frankrike
| Arena                         | Kapacitet | Klubb                       |
| ----------------------------- | --------- | --------------------------- |
| Stade de France               | 80 000    | Frankrikes fotbollslandslag |
| Stade Vélodrome               | 60 000    | Olympique de Marseille      |
| Parc des Princes              | 49 000    | Paris Saint-Germain FC      |
| Stade Félix Bollaert          | 41 800    | RC Lens                     |
| Stade Gerland                 | 41 200    | Olympique Lyonnais          |
| Stade de la Beaujoire         | 38 500    | FC Nantes Atlantique        |
| Stadium Municipal de Toulouse | 37 000    | Toulouse FC                 |
| Stade Geoffroy-Guichard       | 36 000    | AS Saint-Étienne            |
| Parc Lescure                  | 35 200    | FC Girondins de Bordeaux    |

## Georgien
| N° | Anläggning                    | Kapacitet | Plats      | Hemmalag                                        |
| -- | ----------------------------- | --------- | ---------- | ----------------------------------------------- |
| 1  | Boris Paitjadze-stadion       | 55 000    | Tbilisi    | FK Dinamo Tbilisi, Georgiens fotbollslandslag   |
| 2  | Micheil Meschi-stadion        | 25 680    | Tbilisi    | Spartaki Tschinvali, Georgiens fotbollslandslag |
| 3  | Evgrapi Sjevardnadze-stadion  | 22 000    | Lantjchuti | Guria Lantjchuti                                |
| 4  | Givi Kiladze-stadion          | 19 400    | Kutaisi    | Torpedo Kutaisi                                 |
| 5  | Erosi Mandzjgaladze-stadion   | 15 000    | Samtredia  | FK Samtredia                                    |
| 6  | Givi Tjocheli-stadion         | 12 000    | Telavi     | Kacheti Telavi                                  |
| 7  | Poladi-stadion                | 10 720    | Rustavi    | FK Olimpi Rustavi                               |
| 8  | Tengiz Burdzjanadze-stadion   | 8 230     | Gori       | Dila Gori                                       |
| 9  | David Abasjidze Stadion       | 8 000     | Zestaponi  | FK Zestaponi                                    |
| 10 | Gulia Tutberidze-stadion      | 7 000     | Zugdidi    | Baia Zugdidi                                    |
| 11 | Fazisi-stadion                | 6 000     | Poti       | FK Kolcheti-1913 Poti                           |
| 12 | Dzjemal Zeinklisjvili-stadion | 4 000     | Bordzjomi  | FK Bordzjomi                                    |
| 13 | Sjevardeni-stadion            | 4 000     | Tbilisi    | WIT Georgia Tbilisi                             |
| 14 | Tsentraluri stadioni Batumi   | 4 000     | Batumi     | Dinamo Batumi                                   |
| 15 | Olimpi-stadion                | 3 000     | Tbilisi    | FK Tbilisi                                      |
| 16 | Tamaz Stepania-stadion        | 3 000     | Bolnisi    | FK Sioni Bolnisi                                |
| 17 | Sinatle-stadion               | 2 500     | Tbilisi    | Merani Tbilisi                                  |
| –  | Batumi-stadion                | 35 000    | Batumi     | Under konstruktion                              |

## Grekland
| Arena                                                 | Kapacitet | Klubb                   |
| ----------------------------------------------------- | --------- | ----------------------- |
| Atens Olympiastadion (Spyros Louis)                   | 74 767    | AEK Aten, Panathinaikos |
| Karaiskaki Stadion                                    | 33 334    | Olympiakos              |
| Toumba                                                | 28 701    | PAOK                    |
| Kaftanzoglio                                          | 28 028    | Iraklis Thessaloniki FC |
| Pankritiko Stadion                                    | 26 400    | Ergotelis               |
| Nikos Goumas                                          | 24 729    | Inget                   |
| Pampeloponnisiako Stadion (National Stadion of Patra) | 23 588    | Inget                   |
| Kleanthis Vikelidis                                   | 22 800    | Aris Thessaloníki       |
| Panthessaliko Stadion                                 | 22 700    | Niki Volou              |
| Apostolos Nikolaidis (Stadion of Leoforos)            | 16 620    | Inget                   |
| Trikala's Stadion                                     | 15 000    | Trikala                 |
| Alkazar                                               | 14 848    | AE Larisa               |
| Georgios Kamaras (Rizoupoli's Stadion)                | 14 200    | Apollon Smyrnis         |
| Kavalas stadion                                       | 14 000    | Kavala                  |
| Stadion of Volos                                      | 12 000    | Olympiakos Volou        |
| Nea Smyrni's Stadion                                  | 11 700    | Panionios NFC           |
| Panachaiki's stadion                                  | 11 321    | Panachaiki              |
| Veria's tadion                                        | 11 000    | Veria                   |
| Serres stadion                                        | 10 000    | Panserraikos            |
| Peristeri's stadion                                   | 10 000    | Atromitos               |

## Indien
| Arena             | Kapacitet | Klubb             |
| ----------------- | --------- | ----------------- |
| Salt Lake Stadion | 68 000    | Flera Calcuttalag |

## Irland
| Arena               | Kapacitet | Klubb                    |
| ------------------- | --------- | ------------------------ |
| Croke Park          | 82 500    | GAA                      |
| Semple Stadion      | 55 000    | Tipperary County GAA     |
| Gaelic Grounds      | 50 000    | Limerick County GAA      |
| Pairc Ui Caoimh     | 43 500    | Cork County GAA          |
| Lansdowne Road      | 36 000    | IRFU, FAI                |
| Fitzgerald Stadion  | 36 000    | Kerry County GAA         |
| McHale Park         | 36 000    | Mayo County GAA          |
| Pearse Stadion      | 34 000    | Galway County GAA        |
| St. Tiernach's Park | 33 000    | Monaghan County GAA      |
| Hyde Park           | 30 000    | Roscommon County GAA     |
| Nowlan Park         | 30 000    | Kilkenny County GAA      |
| Pairc Tailteann     | 30 000    | Meath County GAA         |
| Cusack Park         | 28 000    | Clare County GAA         |
| St. Jarlaths Park   | 25 000    | Galway County GAA        |
| Pairc Ui Conchuir   | 25 000    | Offaly County GAA        |
| Castleblaney Park   | 23 000    | Castleblayney Faughs GAA |
| Breffni Park        | 20 000    | Cavan County GAA         |
| Markievicz Park     | 17 000    | Sligo County GAA         |
| Wexford Park        | 17 000    | Wexford County GAA       |
| Walsh Park          | 17 000    | Waterford County GAA     |
| St. Conleth's Park  | 15 000    | Kildare County GAA       |
| McCumhaill Park     | 15 000    | Donegal County GAA       |
| Oriel Park          | 12 200    | Dundalk FC               |
| Dalymount Park      | 12 200    | Bohemian FC              |
| Turner's Cross      | 11 500    | Cork City FC             |
| Parnell Park        | 11 000    | Dublin County GAA        |
| Strokestown Road    | 10 000    | Longford Town FC         |
| Tolka Park          | 10 000    | Shelbourne FC            |

## Italien
| Arena                             | Kapacitet | Klubb                              |
| --------------------------------- | --------- | ---------------------------------- |
| Stadio Giuseppe Meazza (San Siro) | 85 700    | AC Milan, FC Internazionale Milano |
| Stadio Olimpico                   | 82 000    | AS Roma, SS Lazio                  |
| Stadio San Paolo                  | 72 800    | SSC Napoli                         |
| Stadio delle Alpi                 | 71 000    | Juventus FC, Torino Calcio         |
| Stadio San Nicola                 | 58 300    | AS Bari                            |
| Stadio Artemio Franchi            | 47 300    | ACF Fiorentina                     |
| Stadio Marc'Antonio Bentegodi     | 42 200    | Chievo Verona, Hellas Verona       |
| Stadio Friuli                     | 41 700    | Udinese Calcio                     |
| Stadio Via del Mare               | 41 000    | US Lecce                           |
| Stadio San Filippo                | 40 200    | FC Messina                         |
| Stadio Luigi Ferraris             | 40 100    | UC Sampdoria, Genoa 1893           |
| Stadio Sant'Elia                  | 39 900    | Cagliari Calcio                    |
| Stadio Renato Dall'Ara            | 39 300    | Bologna FC 1909                    |
| Stadio Renzo Barbera              | 37 000    | US Città di Palermo                |
| Stadio Ennio Tardini              | 29 000    | Parma AC                           |
| Stadio Grande Torino              | 28 000    | AC Torino (öppnar 2005)            |
| Stadio Oreste Grenillo            | 27 700    | Reggina Calcio                     |
| Stadio Mario Rigamonti            | 27 500    | Brescia Calcio                     |
| Stadio Atleti Azzurri d'Italia    | 26 600    | Atalanta BC                        |
| Stadio Alberto Braglia            | 21 000    | Modena FC                          |
| Stadio Armando Picchi             | 18 200    | AS Livorno Calcio                  |
| Stadio Romeo Menti                | 17 163    | Vicenza Calcio                     |
| Stadio Comunale Artemio Franchi   | 10 900    | AC Siena                           |

## Kroatien
| Arena                 | Kapacitet | Klubb                                           |
| --------------------- | --------- | ----------------------------------------------- |
| Maksimirstadion       | 40 030    | Dinamo Zagreb, Kroatiens herrlandslag i fotboll |
| Poljudstadion         | 39 941    | Hajduk Split                                    |
| Gradski Vrt Stadion   | 19 500    | NK Osijek                                       |
| Cibaliastadion        | 12 100    | Cibalia Vinkovci                                |
| Stadion Kranjčevićeva | 12 000    | NK Zagreb                                       |
| Kantridastadion       | 10 500    | HNK Rijeka                                      |
| Stadion NK Varteks    | 9 500     | NK Varteks                                      |

## Mexiko
| Arena                          | Kapacitet | Klubb                                                    |
| ------------------------------ | --------- | -------------------------------------------------------- |
| Estadio Azteca                 | 105 000   | Club América, CF Atlante, Mexikos herrlandslag i fotboll |
| Estadio Jalisco                | 72 000    | Chivas de Guadalajara, CF Atlas                          |
| Estadio Olímpico Universitario | 70 000    | UNAM Pumas                                               |
| Estadio Universitario          | 50 000    | UANL Tigres                                              |
| Estadio Cuauhtémoc             | 42 800    | Puebla FC                                                |
| Estadio Morelos                | 42 500    | CA Monarcas Morelia                                      |
| Estadio Luis Pirata Fuente     | 40 000    | CD Veracru                                               |
| Estadio Azul                   | 39 000    | CD Cruz Azul                                             |
| Estadio Tecnológico            | 32 262    | CF Monterrey                                             |
| Estadio Nemesio Díez           | 30 000    | Clubo Toluca                                             |
| Estadio Tres de Marzo          | 25 000    | UAG Tecos                                                |
| Estadio Victoria               | 25 000    | Necaxa                                                   |
| Estadio Hidalgo                | 25 000    | CF Pachuca                                               |

## Nederländerna
| Arena                       | Kapacitet | Klubb               |
| --------------------------- | --------- | ------------------- |
| FeijenoordStadion (De Kuip) | 52 000    | Feyenoord Rotterdam |
| Amsterdam ArenA             | 51 324    | AFC Ajax            |
| Philips Stadion             | 36 500    | PSV Eindhoven       |
| Gelredome                   | 29 600    | Vitesse Arnhem      |
| De Galgenwaard              | 25 000    | FC Utrecht          |
| Parkstad Limburg Stadion    | 19 200    | Roda JC             |
| Abe Lenstra Stadion         | 17 653    | SC Heerenveen       |
| MyCom Stadion               | 17 064    | NAC Breda           |
| Willem II Stadion           | 14 700    | Willem II Tilburg   |
| Arke Stadion                | 13 500    | FC Twente           |
| Wagner & Partners Stadion   | 13 000    | Fortuna Sittard     |
| De Goffert                  | 12 500    | NEC Nijmegen        |
| Oosterpark Stadion          | 12 500    | FC Groningen        |
| Eneco Stadion               | 11 500    | Sparta Rotterdam    |
| Zuiderpark Stadion          | 11 000    | ADO Den Haag        |
| De Vijverberg               | 10 900    | De Graafschap       |
| De Geusselt                 | 10 000    | MVV Maastricht      |
| Cambuur Stadion             | 10 000    | Cambuur Leeuwarden  |
| Ecco Stadion                | 9 000     | FC Den Bosch        |
| Univé Stadion               | 8 600     | FC Emmen            |
| Veronica Stadion            | 8 500     | FC Volendam         |
| De Alkmaarderhout           | 8 400     | AZ Alkmaar          |
| Mandemakers Stadion         | 7 500     | RKC Waalwijk        |
| TOP Oss Stadion             | 7 000     | TOP Oss             |
| OosterenkStadion            | 6 800     | FC Zwolle           |
| Polman Stadion              | 6 596     | Heracles Almelo     |
| Berg en Bos                 | 6 000     | AGOVV Apeldoorn     |
| De Koel                     | 6 000     | VVV Venlo           |
| De Langeleegte              | 5 290     | BV Veendam          |
| Vast & Goed Stadion         | 5 000     | RBC Roosendaal      |
| De Adelaarshorst            | 4 800     | Go Ahead Eagles     |
| Jan Louwers Stadion         | 4 600     | FC Eindhoven        |
| GN Bouw Stadion             | 4 100     | FC Dordrecht        |
| Stadion De Braak            | 4 100     | Helmond Sport       |
| Stadion Woudestein          | 3 527     | Excelsior Rotterdam |
| Haarlem Stadion             | 3 442     | Haarlem             |
| Schoonenberg Stadion        | 3 250     | Stormvogels Telstar |
| Fanny Blankers-Koen Stadion | 3 000     | FC Omniworld        |

## Norge
| Arena               | Kapacitet | Klubb                                                    |
| ------------------- | --------- | -------------------------------------------------------- |
| Ullevaal Stadion    | 25 572    | FC Lyn Oslo, Vålerenga IF, Norges herrlandslag i fotboll |
| Lerkendal Stadion   | 21 166    | Rosenborg BK                                             |
| Brann Stadion       | 19 000    | SK Brann                                                 |
| Viking Stadion      | 15 300    | Viking FK                                                |
| Åråsen Stadion      | 12 000    | Lillestrøm SK                                            |
| Molde Stadion       | 11 167    | Molde FK                                                 |
| Color Line Stadion  | 11 000    | Aalesunds FK                                             |
| Fredrikstad Stadion | 10 500    | Fredrikstad FK                                           |
| Alfheim Stadion     | 10 000    | Tromsø IL                                                |
| Odd Stadion         | 10 000    | Odd Grenland BK                                          |
| Aspmyra Stadion     | 8 800     | FK Bodø/Glimt                                            |
| Briskeby Gressbane  | 8 068     | Ham-Kam                                                  |

## Portugal
| Arena                        | Kapacitet | Klubb              |
| ---------------------------- | --------- | ------------------ |
| Estádio da Luz               | 65 000    | SL Benfica         |
| Estádio do Dragão            | 52 000    | FC Porto           |
| Estádio José Alvalade        | 52 000    | Sporting Lissabon  |
| Estádio Nacional             | 37 600    | Inget              |
| Estádio Algarve              | 30 000    | Inget              |
| Estádio Cidade de Coimbra    | 30 000    | Académica          |
| Estádio D. Afonso Henriques  | 30 000    | Vitória SC         |
| Estádio do Bessa             | 30 000    | Boavista FC        |
| Estádio Dr. Magalhães Pessoa | 30 000    | UD Leiria          |
| Estádio Municipal de Aveiro  | 30 000    | SC Beira-Mar       |
| Estádio Municipal de Braga   | 30 000    | SC Braga           |
| Estádio do Restelo           | 20 000    | Belenenses         |
| Estádio do Bonfim            | 19 000    | Vitória de Setúbal |

## Spanien
| Arena                         | Kapacitet | Klubb                       |
| ----------------------------- | --------- | --------------------------- |
| L'Estadi Camp Nou             | 99 786    | FC Barcelona                |
| Estadio Santiago Bernabéu     | 80 000    | Real Madrid                 |
| Wanda Metropolitano           | 68 000    | Atlético de Madrid          |
| Estadi Olímpic Lluís Companys | 56 000    | Inget                       |
| Mestalla                      | 55 000    | Valencia                    |
| Estadio M. Ruiz de Lopera     | 52 500    | Real Betis                  |
| Estadio R. Sánchez Pizjuán    | 45 000    | Sevilla FC                  |
| Gipuzkoarena                  | 42 400    | Real Sociedad (öppnar 2007) |
| Estadio San Mamés (1913)      | 40 000    | Athletic Bilbao             |
| Estadio La Rosaleda           | 37 200    | Málaga CF                   |
| Estadio la Romareda           | 34 600    | Real Zaragoza               |
| Estadio Riazor                | 34 600    | Deportivo de La Coruña      |
| Estadio Anoeta                | 32 000    | Real Sociedad               |
| Estadio El Madrigal           | 26 000    | Villarreal CF               |
| Estadio Ciutat de Valencia    | 25 400    | Levante UD                  |
| Estadio Son Moix              | 23 100    | Mallorca                    |
| Estadio El Sardinero          | 22 100    | Racing de Santander         |
| Estadio El Sadar              | 19 800    | CA Osasuna                  |
| Estadio Carlos Belmonte       | 17 000    | Albacete Balompié           |
| Coliseum Alfonso Perez        | 14 000    | Getafe CF                   |
| Estadio Los Pajaritos         | 9 500     | CD Numancia                 |

## Storbritannien
| Arena                                      | Kapacitet | Klubb                                              |
| ------------------------------------------ | --------- | -------------------------------------------------- |
| Wembley Stadium                            | 90 000    | Englands fotbollslandslag (nyöppnade 2007)         |
| Old Trafford                               | 75 000    | Manchester United FC                               |
| Millennium Stadium                         | 74 500    | Wales herrlandslag i fotboll                       |
| Celtic Park                                | 60 355    | Celtic FC                                          |
| Emirates Stadium                           | 60 338    | Arsenal FC                                         |
| Anfield                                    | 54 074    | Liverpool FC                                       |
| St James' Park                             | 52 404    | Newcastle United FC                                |
| Hampden Park                               | 52 025    | Queen's Park FC, Skottlands herrlandslag i fotboll |
| Ibrox Stadium                              | 51 082    | Rangers FC                                         |
| Etihad Stadium                             | 48 500    | Manchester City FC                                 |
| Stadium of Light                           | 48 300    | Sunderland AFC                                     |
| Villa Park                                 | 43 300    | Aston Villa FC                                     |
| Stamford Bridge                            | 42 449    | Chelsea FC                                         |
| Elland Road                                | 40 242    | Leeds United FC                                    |
| Goodison Park                              | 40 103    | Everton FC                                         |
| Hillsborough Stadium                       | 39 859    | Sheffield Wednesday FC                             |
| Arsenal Stadium (Highbury)                 | 38 500    | Arsenal FC, (stängdes 2006)                        |
| White Hart Lane                            | 36 240    | Tottenham Hotspur FC                               |
| Boleyn Ground (Upton Park)                 | 35 647    | West Ham United FC                                 |
| Riverside Stadium                          | 35 049    | Middlesbrough FC                                   |
| Pride Park Stadium                         | 33 597    | Derby County FC                                    |
| St Mary's Stadium                          | 32 800    | Southampton FC                                     |
| Walkers Stadium                            | 32 500    | Leicester City FC                                  |
| Ricoh Arena                                | 32 000    | Coventry City FC                                   |
| Ewood Park                                 | 31 367    | Blackburn Rovers FC                                |
| Bramall Lane                               | 30 936    | Sheffield United FC                                |
| City Ground                                | 30 602    | Nottingham Forest FC                               |
| Portman Road                               | 30 300    | Ipswich Town FC                                    |
| St Andrews Stadium                         | 30 016    | Birmingham City FC                                 |
| Molineux                                   | 29 400    | Wolverhampton Wanderers FC                         |
| Reebok Stadium                             | 28 723    | Bolton Wanderers FC                                |
| Britannia Stadium                          | 28 384    | Stoke City FC                                      |
| The Hawthorns                              | 27 877    | West Bromwich Albion FC                            |
| Williamson Motors Stadium                  | 27 500    | Darlington FC                                      |
| The Valley                                 | 27 116    | Charlton Athletic FC                               |
| Selhurst Park                              | 26 309    | Crystal Palace FC                                  |
| Carrow Road                                | 26 034    | Norwich City FC                                    |
| KC Stadium                                 | 25 404    | Hull City AFC                                      |
| Bradford & Bingley Stadium (Valley Parade) | 25 136    | Bradford City AFC                                  |
| DW Stadium                                 | 24 826    | Wigan Athletic AFC                                 |
| Galpharm Stadium                           | 24 500    | Huddersfield Town AFC                              |
| Madejski Stadium                           | 24 084    | Reading FFC                                        |
| Oakwell                                    | 23 009    | Barnsley FC                                        |
| Vale Park                                  | 23 000    | Port Vale FC                                       |
| Turf Moor                                  | 22 619    | Burnley FC                                         |
| Craven Cottage                             | 22 230    | Fulham FC                                          |
| Vicarage Road                              | 22 100    | Watford FC                                         |
| Ashton Gate                                | 21 479    | Bristol City FC                                    |
| Pittodrie                                  | 21 421    | Aberdeen FC                                        |
| Deepdale                                   | 21 412    | Preston North End FC                               |
| Home Park                                  | 20 922    | Plymouth Argyle FC                                 |
| Liberty Stadium                            | 20 750    | Swansea City FC                                    |
| Easter Road                                | 20 421    | Hibernian FC                                       |
| Meadow Lane                                | 20 300    | Notts County FC                                    |
| Fratton Park                               | 20 200    | Portsmouth FC                                      |
| New Den Stadium                            | 20 146    | Millwall FC                                        |
| Ninian Park                                | 20 000    | Cardiff City FC                                    |
| Loftus Road                                | 19 100    | Queens Park Rangers FC                             |
| Rugby Park                                 | 18 128    | Kilmarnock FC                                      |
| Tynecastle Stadium                         | 17 529    | Heart of Midlothian FC                             |
| Brunton Park                               | 16 651    | Carlisle United FC                                 |
| Prenton Park                               | 16 527    | Tranmere Rovers FC                                 |
| Meadowbank Stadium                         | 16 500    | Edinburgh City FC                                  |
| County Ground                              | 15 728    | Swindon Town FC                                    |
| The Racecourse Ground                      | 15 500    | Wrexham AFC                                        |
| London Road Stadium                        | 15 314    | Peterborough United FC                             |
| Tannadice Park                             | 14 229    | Dundee United FC                                   |
| The Shay                                   | 14 000    | Halifax Town FC                                    |
| Fir Park                                   | 13 677    | Motherwell FC                                      |
| Windsor Park                               | 12 950    | Linfield FC, Nordirlands herrlandslag i fotboll    |
| Cappielow                                  | 11 589    | Greenock Morton FC                                 |
| Dens Park                                  | 11 506    | Dundee FC                                          |
| East End Park                              | 11 480    | Dunfermline Athletic FC                            |
| McDiarmid Park                             | 10 696    | St Johnstone FC                                    |
| Edgeley Park                               | 10 651    | Stockport County FC                                |
| Somerset Park                              | 10 185    | Ayr United FC                                      |
| Excelsior Stadium (New Broomfield Park)    | 10 170    | Airdrieonians FC                                   |
| Sincil Bank Stadion                        | 10 127    | Lincoln City FC                                    |
| Firhill Stadion                            | 10 102    | Partick Thistle FC                                 |
| Almondvale                                 | 9 865     | Livingston FC                                      |
| Fitness First Stadium                      | 9 600     | AFC Bournemouth                                    |
| Falkirk Stadium                            | 8 750     | Falkirk FC                                         |
| Starks Park                                | 8 473     | Raith Rovers FC                                    |
| St Mirren Park                             | 8 023     | St Mirren FC                                       |
| Solitude                                   | 8 000     | Cliftonville FC                                    |
| Broadwood Stadium                          | 7 936     | Clyde FC                                           |
| Caledonian Stadium                         | 7 800     | Inverness Caledonian Thistle FC                    |
| Brandywell Stadium                         | 7 700     | Derry City FC                                      |
| Palmerston Park                            | 7 620     | Queen of the South FC                              |
| Station Park                               | 6 777     | Forfar Athletic FC                                 |
| Gayfield Park                              | 6 600     | Arbroath FC                                        |
| Victoria Park                              | 6 541     | Ross County FC                                     |
| New Douglas Park                           | 6 078     | Hamilton Academical FC                             |
| Adamslie Park                              | 5 500     | Kirkintilloch Rob Roy FC                           |
| Victoria Park                              | 5 500     | Buckie Thistle FC                                  |

## Sverige
| Strawberry Arena         | 52 000 | Sveriges herrlandslag i fotboll, AIK                               |   |                  |       |               |
| Nya Ullevi               | 43 000 |                                                                    |   |                  |       |               |
| Tele2 Arena              | 30 000 | Hammarby IF, Djurgårdens IF,                                       |   |                  |       |               |
| Malmö Stadion            | 26 500 | IFK Malmö                                                          |   |                  |       |               |
| Stadion                  | 24 000 | Malmö FF                                                           |   |                  |       |               |
| Nya Parken               | 16 000 | IFK Norrköping, IK Sleipner.                                       |   |                  |       |               |
| Gamla Ullevi             | 19 400 | Sveriges damlandslag i fotboll, Gais, IFK Göteborg och Örgryte IS. |   |                  |       |               |
| Ryavallen                | 19 400 |                                                                    |   |                  |       |               |
| Olympia                  | 17 100 | Helsingborgs IF                                                    |   |                  |       |               |
| Borås Arena              | 16 900 | IF Elfsborg, Norrby IF                                             |   |                  |       |               |
| Örjans vall              | 15 500 | Halmstads BK, IS Halmia                                            |   |                  |       |               |
| Värendsvallen            | 15 000 | Östers IF                                                          |   |                  |       |               |
| Behrn Arena              | 14 500 | Örebro SK, KIF Örebro                                              |   |                  |       |               |
| Stockholms Stadion       | 14 400 |                                                                    |   |                  |       |               |
| Stora Valla              | 12 500 | Degerfors IF                                                       |   |                  |       |               |
| Landskrona IP            | 12 500 | Landskrona BoIS                                                    |   |                  |       |               |
| Guldfågeln Arena         | 12 105 | Kalmar FF                                                          |   |                  |       |               |
| Rimnersvallen            | 12 000 | IK Oddevold, IFK Uddevalla                                         |   |                  |       |               |
| Studenternas IP          | 11 000 | IK Sirius FK                                                       |   |                  |       |               |
| Tingvalla IP             | 10 000 | Carlstad United, QBIK, Carlstad Crusaders, IF Göta                 |   |                  |       |               |
| Arosvallen               | 10 000 | Västerås Roedeers                                                  |   |                  |       |               |
| Vångavallen              | 10 000 | Trelleborgs FF                                                     |   |                  |       |               |
| Gammliavallen            | 9 000  | Umeå FC, Umeå IK                                                   |   |                  |       |               |
| Norrporten Arena         | 8 800  | GIF Sundsvall                                                      |   |                  |       |               |
| Fredriksskans IP         | 8 700  | Kalmar AIK                                                         |   |                  |       |               |
| Klostergårdens IP        | 8 600  | Lunds BK                                                           |   |                  |       |               |
| Kopparvallen             | 8 000  | Åtvidaberg                                                         |   |                  |       |               |
| Grimsta IP               | 8 000  | IF Brommapojkarna                                                  |   |                  |       |               |
| Starke Arvid Arena       | 8 000  | Ljungskile SK                                                      |   |                  |       |               |
| Tunavallen               | 7 800  | Eskilstuna City FK, IFK Eskilstuna, Eskilstuna United DFF          |   |                  |       |               |
| Strandvallen             | 7 500  | Mjällby AIF                                                        |   |                  |       |               |
| Strömvallen              | 7 200  | Gefle IF                                                           |   |                  |       |               |
| Iver Arena               | 7 044  | Västerås SK                                                        |   |                  |       |               |
| Rosvalla Stadion         | 7 000  | Nyköpings BIS                                                      |   |                  |       |               |
| Gavlevallen              | 6 500  | Gefle IF                                                           |   |                  |       |               |
| Södertälje fotbollsarena | 6 400  | Assyriska FF, Syrianska FC                                         |   |                  |       |               |
| Jämtkraft Arena          | 6 028  | Östersunds FK                                                      |   |                  |       |               |
| Falkenbergs IP           | 6 000  | Falkenbergs FF                                                     |   |                  |       |               |
| Stadsparksvallen         | 5 200  | Jönköpings Södra IF                                                |   |                  |       |               |
| Edsborgs IP              | 5 100  | FC Trollhättan                                                     |   |                  |       |               |
| Änglavallen              | 5 000  | Ängelholms FF                                                      |   |                  |       |               |
| Valhalla IP              | 5 000  | Qviding FIF                                                        |   |                  |       |               |
| Skytteholms IP           | 3 000  | Vasalunds IF                                                       | − | Sollentunavallen | 4 500 | Sollentuna FK |
| Vilundavallen            | 2 000  | FC Väsby United                                                    |   |                  |       |               |
| Ulvesborg                | 1 501  | Tidaholms GIF                                                      |   |                  |       |               |
| Åbrovallen               | 1 500  | Ulvåkers IF                                                        |   |                  |       |               |

## Turkiet
| Arena                         | Kapacitet | Klubb                                         |
| ----------------------------- | --------- | --------------------------------------------- |
| Atatürk Olimpiyat Stadyumu    | 80 000    | Turkiets herrlandslag i fotboll               |
| Şükrü Saraçoğlu Stadyumu      | 52 000    | Fenerbahçe SK                                 |
| İnönü Stadyumu                | 31 750    | Beşiktaş JK                                   |
| Hüseyin Avni Aker Stadyumu    | 21 500    | Trabzonspor                                   |
| Kayseri Atatürk Stadyumu      | 21 300    | Kayserispor                                   |
| Ankara 19 Mayıs Stadyumu      | 23 000    | Gençlerbirliği, MKE Ankaragücü, BB Ankaraspor |
| Konya Atatürk Stadyumu        | 19 440    | Konyaspor                                     |
| Ali Sami Yen Stadyumu         | 18 500    | Galatasaray SK                                |
| Diyarbakır Atatürk Stadyumu   | 18 000    | Diyarbakırspor                                |
| Kamil Ocak Stadyumu           | 17 640    | Gaziantepspor                                 |
| Denizli Atatürk Stadyumu      | 14 767    | Denizlispor                                   |
| Sakarya Atatürk Stadyumu      | 14 500    | Sakaryaspor                                   |
| Samsun 19 Mayıs Stadyumu      | 13 500    | Samsunspor                                    |
| Rize Atatürk Stadyumu         | 10 957    | Çaykur Rizespor                               |
| Malatya Inönü Stadyumu        | 10 835    | Malatyaspor                                   |
| Güngören M.Yahya Baş Stadyumu | 10 500    | Istanbulspor AS                               |
| Fatih Stadı                   | 6 200     | Akçaabat Sebatspor                            |

## Tyskland
| Arena                                | Kapacitet | Klubb                                        |
| ------------------------------------ | --------- | -------------------------------------------- |
| WestfalenStadion                     | 80 645    | BV Borussia 09 Dortmund                      |
| OlympiaStadion                       | 76 000    | Hertha BSC Berlin                            |
| Allianz Arena                        | 75 000    | FC Bayern München, TSV 1860 München          |
| OlympiaStadion                       | 69 300    | Ingen                                        |
| ParkStadion                          | 62 004    | Ingen                                        |
| Veltins-Arena                        | 61 524    | FC Schalke 04                                |
| Gottlieb-Daimler-Stadion             | 57 000    | VfB Stuttgart                                |
| AOL Arena                            | 55 000    | Hamburger SV                                 |
| Borussia-Park                        | 53 100    | VfL 1900 Borussia Mönchengladbach            |
| WaldStadion, snart Commerzbank-Arena | 52 000    | Eintracht Frankfurt                          |
| LTU-Arena                            | 51 500    | Fortuna Düsseldorf                           |
| RheinEnergieStadion                  | 51 000    | 1. FC Köln                                   |
| AWD-Arena                            | 49 000    | Hannover 96                                  |
| Fritz-Walter-Stadion                 | 46 600    | 1. FC Kaiserslautern                         |
| FrankenStadion                       | 44 600    | 1. FC Nürnberg                               |
| ZentralStadion                       | 44 345    | 1. FC Lokomotive Leipzig, FC Sachsen Leipzig |
| WeserStadion                         | 35 300    | SV Werder Bremen                             |
| WildparkStadion                      | 33 500    | Karlsruher SC                                |
| Ruhrstadion                          | 33 000    | VfL Bochum                                   |
| Rudolf-Harbig-Stadion                | 32 500    | 1. FC Dynamo Dresden                         |
| BayArena                             | 30 210    | TSV Bayer 04 Leverkusen                      |
| DKB-Arena                            | 30 000    | FC Hansa Rostock                             |
| Volkswagen Arena                     | 30 000    | VfL Wolfsburg                                |
| Grünwalder Stadion                   | 30 000    | Ingen                                        |
| Schüco Arena                         | 26 600    | Arminia Bielefeld                            |
| Badenova-Stadion                     | 25 000    | SC Freiburg                                  |
| Tivoli                               | 22 500    | TSV Alemannia Aachen                         |
| MSV-Arena                            | 22 400    | MSV Duisburg                                 |
| Stadion am Bruchweg                  | 18 600    | 1. FSV Mainz 05                              |

## Ukraina
| Arena                                       | Kapacitet | Klubb(ar)                       |
| ------------------------------------------- | --------- | ------------------------------- |
| Kievs olympiska Stadion                     | 83 450    | FC Dynamo Kiev                  |
| Donbass Arena                               | 50 149    | FC Sjachtar Donetsk             |
| Tjornomorets-stadion                        | 34 362    | FK Tjornomorets Odessa          |
| OSK Metalist                                | 31 829    | FC Metalist Charkiv, FC Charkiv |
| Lobanovsij-Dynamo Stadion                   | 31 718    | FC Dynamo Kiev, FC Arsenal Kiev |
| Det centrala Sjachtar Stadion               | 31 611    | FC Metalurh Donetsk             |
| Dnipro Stadion                              | 31 003    | FC Dnipro Dnipropetrovsk        |
| Metalurg Stadion                            | 29 782    | FC Kryvbas Kryvyj Rih           |
| Ukraina Stadion                             | 28 051    | FC Karpaty Lviv                 |
| RSK Olimpiyskiy Stadion (Lokomotiv Stadion) | 25 831    | FC Sjachtar Donetsk             |
| Borskla Stadion                             | 25 000    | FC Vorskla Poltava              |
| Avanhard Stadion                            | 22 230    | FC Zorya Luhansk                |
| RSC Lokomotiv Stadion                       | 19 978    | SK Tavriya Simferopol           |
| Illitjivets Stadion                         | 12 680    | FC Illitjivets Mariupol         |
| Slavutych Arena                             | 11 983    | FC Metalurh Zaporizjzja         |

## USA
Detta är enbart en lista över fotbollsarenor och arenor byggda för fotboll (soccer).
| Arena                      | Kapacitet | Klubb(ar)                         |
| -------------------------- | --------- | --------------------------------- |
| Home Depot Center          | 27 000    | Los Angeles Galaxy, CD Chivas USA |
| INVESCO Field at Mile High | 25 000    | Colorado Rapids                   |
| Fire House (tbd)           | 25 000    | Chicago Fire                      |
| Columbus Crew Stadion      | 22 500    | Columbus Crew                     |
| Pizza Hut Park             | 20 000    | FC Dallas                         |
| PAETEC Park                | 17 500    | Rochester Raging Rhinos           |
| Virginia Beach Sportsplex  | 10 000    | Virginia Beach Mariners           |
| Blackbaud Stadion          | 5 113     | Charleston Battery                |

## Uruguay
| Arena                        | Kapacitet | Klubb                     |
| ---------------------------- | --------- | ------------------------- |
| Estadio Centenario           | 65 235    | CA Peñarol                |
| Estadio Gran Parque Central  | 26 500    | Club Nacional de Football |
| Jardines del Hipódromo       | 18 000    | Danubio FC                |
| Estadio Luis Franzini        | 18 000    | Defensor Sporting         |
| Estadio Alfredo Victor Viera | 12 500    | Montevideo Wanderers FC   |
| Estadio José Pedro Damiani   | 12 000    | CA Peñarol                |
| Estadio Osvaldo Roberto      | 8 500     | Racing Club de Montevideo |

## Österrike
| Arena                   | Kapacitet | Klubb                          |
| ----------------------- | --------- | ------------------------------ |
| Ernst-Happel-Stadion    | 48 844    | Österreichischer Fussball-Bund |
| Red Bull Arena          | 30 188    | FC Red Bull Salzburg           |
| Linzer Stadion          | 21 328    | Linzer ASK                     |
| Gerhard-Hanappi-Stadion | 18 516    | SK Rapid Wien                  |
| Pappelstadion           | 18 000    | SV Mattersburg                 |
| Generali Arena          | 17 656    | Austria Wien                   |
| Tivoli Stadion Tirol    | 17 400    | FC Wacker Innsbruck            |
| Stadion Graz-Liebenau   | 15 400    | SK Sturm Graz, Grazer AK       |
| Bundesstadion Südstadt  | 12 000    | VfB Admira Wacker Mödling      |
| Franz-Fekete-Stadion    | 12 000    | Kapfenberger SV                |
| Casino Stadion          | 11 112    | SW Bregenz                     |
| Wörtherseestadion       | 11 259    | FC Kärnten                     |
| Reichshofstadion        | 10 500    | SC Austria Lustenau            |
| Sportklub-Stadion       | 8 700     | Wiener SK                      |
| Waldstadion, Pasching   | 7 870     | SV Pasching                    |
| Home Life Arena         | 7 600     | SV Kletzl Ried                 |
| Donawitz-Stadion        | 6 000     | DSV Leoben                     |
| Vorwärts-Stadion        | 6 000     | SK Vorwärts Steyr              |